# Burgkunstadt
Burgkunstadt est une ville de Bavière (Allemagne), située dans l'arrondissement de Lichtenfels, dans le district de Haute-Franconie.

## Économie
- Brauerei Günther, brasserie ayant son siège à Burgkunstadt.